# Beep Media Player
Beep Media Player (BMP) es un reproductor de audio libre, basado en el reproductor multimedia XMMS. BMP es principalmente una portación de XMMS a la biblioteca gráfica GTK+ 2 y como tal, se integra mejor con el aspecto visual de las versiones más recientes del entorno de escritorio GNOME. Como XMMS, BMP se parece a Winamp e incluso es compatible con las pieles de Winamp (y XMMS). BMP es compatible con la mayoría de formatos de archivo de audio que admite XMMS, ya que la principal diferencia entre ambos reproductores es la biblioteca gráfica usada para crear los diálogos "Acerca de" y de configuración. Sin embargo, BMP no puede usar directamente todos los plugins creados para XMMS.

## Proyectos sucesores
Junto con el anuncio de la publicación de la versión 0.9.7.1, el equipo de desarrollo de BMP también anunció que BMP no seguiría en desarrollo de manera activa nunca más. Por otro lado, el equipo pasaría al desarrollo de la siguiente generación de BMP, llamado BMPx. Unos días después del anuncio, William "nenolod" Pitcock decidió crear un sucesor del clásico BMP llamándolo Audacious Media Player.
- Wikimedia Commons alberga una categoría multimedia sobre Beep Media Player.

- Datos: Q814074
- Multimedia: Beep Media Player / Q814074